# Pete Best
Randolph Peter Best (Madras (India), 24 november 1941) was de eerste drummer van The Beatles, tot vlak voordat deze groep doorbrak. Pete is de zoon van Mona Best (1924–1988), de eigenares van de Liverpool's Casbah Club, waar de Beatles met enige regelmaat speelden. Pete Best werd in 1959 voor het eerst gevraagd om met The Beatles te spelen en hij nam deel aan de tours naar Hamburg van de groep in 1960-1962. Op 22, 23 en 24 juni 1961 maakten The Beatles hun eerste platenopnamen als begeleidingsgroep van de zanger Tony Sheridan met Best als drummer. Een auditie van The Beatles bij Decca op 1 januari 1962 leverde geen platencontract op.
Op 16 augustus 1962 werd Best kort na hun eerste audities voor EMI op verzoek van de andere bandleden door hun manager Brian Epstein uit de groep gezet, nadat producer George Martin had gezegd dat hij voor hun opnamen een studiodrummer wilde inhuren, omdat Petes drumwerk niet sterk genoeg was. Ringo Starr kwam in zijn plaats. Hierdoor raakte Best gebrouilleerd met alle leden van de band.
Nadat hij uit The Beatles was gezet probeerde Best meerdere keren om andere bands op te richten. Daarbij had hij weinig succes. In 1965 deed hij een vergeefse poging tot zelfmoord door zich op te sluiten in een kamer en de gaskraan open te zetten. In oktober van dat jaar klaagde hij The Beatles aan wegens laster, omdat Ringo Starr had gezegd dat hij wegens drugsgebruik uit de band was gezet. In 1966 bracht hij met zijn toenmalige band een lp uit met de titel Best of the Beatles. Best kreeg vanwege die ‘misleidende’ titel nogal wat kritiek over zich heen.
In 1968 stapte Best uit de muziekbusiness. Twintig jaar lang werkte hij als ambtenaar. In 1988 kwam hij terug met The Pete Best Band, die nog steeds bestaat. Pete Best en zijn halfbroer Roag wisselen elkaar af als drummer. De groep heeft ook oude Beatlesnummers op zijn repertoire en heeft een aantal platen opgenomen.
Best verdiende enige miljoenen toen de Beatles Anthology werd uitgegeven: een serie herinnerings-cd's waar ook opnamen op stonden waar Pete Best op speelde.
In 2011 vernoemde de stad Liverpool een straat naar Pete Best, de Pete Best Drive. Ook de Casbah Club van zijn moeder Mona kreeg een straat naar zich vernoemd: de Casbah Close.

## Privéleven
Pete Best is sinds 1963 getrouwd met Kathy. Het paar heeft twee dochters, die inmiddels zelf kinderen hebben.